# Бей-Булук
Бей-Булук (хак. Пии Пулух) — деревня в Боградском районе Хакасии. Входит в состав Первомайского сельсовета.
Находится в 57 км от райцентра — села Боград.
Расстояние до ближайшей ж.-д. станции Шира — 90 км, до г. Абакана — 127 км. Число хозяйств — 48, население — 117 чел. (01.01.2004), в основном русские. Трудоспособное население работает в ЗАО «Первомайское».

## Население
| 2002 | 2010 |
| ---- | ---- |
| 114  | →114 |

## Дополнительные сведения
Бей-Булук находится в 7 км от села Первомайское, находящегося на трассе М54 «Енисей». Далее на запад от Бей-Булука идёт просёлочная дорога, выходящая на трассу Р408 в районе Власьева, и дающая возможность доехать кратчайшим путём от Первомайского до Шира. Однако на большинстве карт Бей-Булук обозначен как тупиковый населённый пункт.